# 小芝镇
小芝镇，中国浙江省台州市临海市下辖的一个镇。

## 行政区划
下辖以下地区：
小芝村、四南村、横峙村、罗上宅村、三保村、伴山村、龙岙村、大来岙村、岙胡村、包山村、黎岙村、荷塘村、虎柜头村、栖凤村、度园村、下村桥村、岙坑村、乌石头村、溪下村、车口村、杏中村、中岙村、下里村、乌岩村、南丰村、石溪村、桥头村、张岙村、南洋村和胜坑村。